# Comedy Hirten
Die Comedy Hirten sind eine österreichische Kabarett- und Comedy-Formation, die seit 2004 mit mehreren Live-Programmen und in wechselnden Besetzungen auf der Bühne steht. Gegründet wurden sie 2003 von Gernot Kulis, Peter Moizi und Rolf Lehmann. Von allen Darstellern ist lediglich Peter Moizi bei allen Programmen durchgehend mit dabei. Neben den Live-Shows kennt man die Comedy Hirten und ihre Protagonisten auch aus dem Radioprogramm von Hitradio Ö3, z. B. mit der Sendung Hicke & die starken Männer.

## Die erste Show-Tournee „Mörderisch“
Die Ö3-Mitarbeiter Gernot Kulis und Rolf Lehmann sowie der Kronen-Zeitung-Redakteur Peter Moizi beschlossen im Frühjahr 2003, eine Bühnen-Liveshow zu entwickeln. Gemeinsam mit weiteren Autoren und der Grazer Stimmenimitatorin Marion Petric entwickelten sie Figuren und Story von „Mörderisch“, ein als Kriminalfall im Stil von Agatha Christie konzipiertes Comedyprogramm. „Mörderisch“ wurde im Wiener „Metropol“ uraufgeführt und bis Mitte 2007 weit über 300 mal gespielt. Nach und nach wurden auch die Stimmenimitatoren Herbert und Christian Schwab ins Ensemble aufgenommen. Von „Mörderisch“ erschien Ende 2005 eine im Grazer Orpheum aufgezeichnete Live-Show auf DVD, die sich knapp 10.000 Mal verkaufte.

## Die zweite Show-Tournee „Ferngestört“
Anfang 2008 begannen die Arbeiten am neuen Programm „Ferngestört“, eine mit großem technischen Aufwand (mehrere Großbildschirme, Trickfilmeinspielungen etc.) inszenierte Analyse über die schwindende Bedeutung des Fernsehens im Zeitalter von Smartphones und Social Media, die im März 2009 Premiere feierte. Dieses Programm wurde ebenfalls im Orpheum Graz für die DVD-Produktion aufgezeichnet.

## Die dritte Show-Tournee „2014“
2013 beschlossen Lehmann, Schwab, Haider und Moizi, als Comedy Hirten ein neues Kabarettprogramm zu schreiben, das im Jahr darauf erstmals im Wiener Casanova aufgeführt wurde. „2014“ war ein auf Tagesaktualität aufgebautes Comedyprogramm und beinhaltete nicht mehr nur Parodien und Stimmimitationen: so übernahm Christian Schwab einen längeren Stand-up-Block, Peter Moizi erzählte Anekdoten von Begegnungen mit echten Prominenten, und Rolf Lehmann berichtete von seinen Erfahrungen als Deutscher in Österreich.

## Die vierte Show-Tournee „In 80 Minuten um die Welt“
Im Sommer 2015 begannen die Comedy Hirten, Schwabs Ö3-Radio-Rubrik „In 80 Sekunden um die Welt“ für die Bühne zu adaptieren. Schwab verknüpft dabei seine Rolle als Conférencier mit Comedy-Einlagen von Lehmann, Moizi und Haider. „In 80 Minuten um die Welt“ wurde im Oktober 2015 im Casanova zum ersten Mal aufgeführt. Im Herbst 2016 erschien eine Aufzeichnung von „In 80 Minuten um die Welt“ aus dem Stadttheater Berndorf. Insgesamt wurde das Stück 180 Mal aufgeführt.

## Die fünfte Show-Tournee „Alles perfekt“
Am 10. April 2018 starten die Hirten mit ihrer neuen Show "Alles perfekt". Die Tournee wird bis Ende 2019 geplant. Als neue Parodien sind Donald Trump, Sebastian Kurz, H.C. Strache, Christian Kern, Dominic Thiem u. a. dabei.

## Publikationen
- 2016: In 80 Minuten um die Welt: das Comedy-Hirten-Buch, Seifert Verlag, Wien 2016, ISBN 978-3-902924-67-4